# Henrietta Maria Dominici
Henrietta Maria Dominici (ur. 10 października 1828 w Carmagnola; zm. 21 lutego 1894 w Turynie) – włoska błogosławiona Kościoła katolickiego.
Gdy uzyskała zgodę wuja, wstąpiła do zgromadzenia Sióstr św. Anny w Turynie i 27 lipca 1851 roku otrzymała habit zakonny. 26 lipca 1853 roku złożyła śluby zakonne i przyjęła imię zakonne Henrietta Maria. Szczególnie opiekowała się z chorymi w czasie epidemii cholery. W 1861 roku została wybrana na przełożoną generalną zgromadzenia. Zmarła na raka piersi w opinii świętości. Została beatyfikowana przez papieża Pawła VI w dniu 7 maja 1978 roku.